# پائولو زانتی
پائولو زانتی (انگلیسی: Paolo Zanetti؛ زادهٔ ۱۶ دسامبر ۱۹۸۲) بازیکن سابق و سرمربی کنونی فوتبال اهل ایتالیا است که هدایت باشگاه امپولی را برعهده دارد.
از باشگاه‌هایی که در آن بازی کرده‌است می‌توان به باشگاه فوتبال سورنتو کالچو، باشگاه فوتبال آسکولی، باشگاه فوتبال تورینو، باشگاه فوتبال رجانا، باشگاه فوتبال آتالانتا، باشگاه فوتبال امپولی و باشگاه فوتبال ویچنزا اشاره کرد.
وی همچنین در تیم‌های ملی فوتبال زیر ۱۹ سال ایتالیا، زیر ۱۹ سال ایتالیا، زیر ۲۰ سال ایتالیا، و زیر ۲۱ سال ایتالیا بازی کرده‌است.